# Amblypomacentrus
Amblypomacentrus – rodzaj morskich ryb okoniokształtnych z rodziny garbikowatych. Hodowane w akwariach morskich.

## Klasyfikacja
Gatunki zaliczane do tego rodzaju:
- Amblypomacentrus breviceps
- Amblypomacentrus clarus
- Amblypomacentrus vietnamicus